# مبارک‌آباد (مادر سلیمان)
مبارک‌آباد یک روستا در ایران است که در دهستان مادرسلیمان شهرستان پاسارگاد واقع شده‌است. مبارک‌آباد ۱٬۰۷۷ نفر جمعیت دارد.